# Sistema narrativo
El sistema narrativo (en inglés Storyteller system) es el sistema de juego que creó y protegió la editorial estadounidense White Wolf para arbitrar las partidas de sus juegos de rol ambientados en su principal universo de ficción conocido como Mundo de Tinieblas, así como en otros universos que incluyen Street Fighter: The Storytelling Game, Trinity (o AEON), Exaltado y Scion.
Actualmente ya no existe White Wolf y los derechos del sistema narrativo pertenecen a la editorial estadounidense Onyx Path.
Las editoriales que han adquirido los derechos y han publicado en España la mayor parte de los juegos que utilizan las reglas el sistema narrativo en español han sido la extinta Diseños Orbitales, La Factoría de Ideas y actualmente Nosolorol en colaboración con La Biblioteca Oscura.

## Cómo funciona
El sistema narrativo es uno de los reglamentos más sencillos y visuales que hay en el mercado. Las reglas básicas están pensadas para hacer el proceso lo más eficiente posible, permitiendo centrar la atención en la historia. El sistema se compone de rasgos con puntuaciones de 1 a 5 que se marcan como círculos en la ficha de personaje. Durante las tiradas se suman dos tipos de rasgos que incluyen un Atributo y una Habilidad y se lanza ese número en dados para determinar el éxito o fracaso de la acción contra una dificultad marcada por el narrador.
Los dados que se utilizan son de diez caras. Las tiradas tienen una dificultad, normalmente seis, teniendo que igualar o superar ese número con los dados de diez caras que se tiran. Cuántos más éxitos se consiguen mejor es el resultado obtenido por el personaje. Cuantos más dados se tiran es más fácil conseguir éxito.
Hay un total de nueve atributos que se dividen en las categorías de físicos, sociales y mentales (3 en cada una).
Hay un total de treinta habilidades que se dividen en las categorías de talentos, técnicas y conocimientos (10 en cada una). 
Además, el juego da la posibilidad opcional de utilizar habilidades secundarias, méritos y defectos.
Cuando se tiene una especialidad en un atributo o habilidad después de tirar cada 10 obtenido en la tirada cuenta como dos éxitos, en cambio cada uno obtenido en los dados de 10 caras resta un éxito del total. 
Ejemplos: 
- Nadar: para tirar sumamos el atributo resistencia y la habilidad de atletismo (si el personaje tuviese 3 puntos en resistencia y 2 en atletismo tiraríamos 5 dados).
- Actuación: para tirar sumamos el atributo carisma y la habilidad de interpretación (si el personaje tuviera 4 puntos en carisma y 3 en interpretación tiraríamos 7 dados).
- Investigar: para tirar sumamos el atributo percepción y la habilidad investigación (si el personaje tuviese 1 punto en percepción y 4 en investigación tiraríamos 5 dados) .

## Orígenes
El sistema fue creado en 1990 durante las Gen Con en las que el escritor Mark Rein-Hagen llegó a la conclusión de que necesitaba crear un nuevo sistema de juego que terminaría convirtiéndose al año siguiente en Vampiro: La Mascarada, recibió la ayuda de Tom Dowd, coautor del juego Shadowrun para convertir la mecánica de este juego que se basa en dados de 6 caras en una nueva mecánica que utiliza dados de 10 caras.
En 1992 Vampiro: la mascarada ganó el premio Origins al mejor conjunto de reglas de Rol de 1991. Dado el éxito del original se amplió el Mundo de Tinieblas con otros juegos basados en diferentes seres sobrenaturales como Hombre lobo: el apocalipsis y Mago: la ascensión.
En 1996 la segunda edición de Mago: La Ascensión ganó varios premios, por un lado el premio GAMA al mejor juego de rol del año y por otro lado el premio Origins al mejor conjunto de reglas de rol de 1995 lo que incrementó el éxito y el prestigio de la revisión de reglas que incluía la nueva edición del sistema narrativo y supuso el empujón definitivo para la publicación de la segunda edición de otros juegos de rol basados en criaturas sobrenaturales como Wraith: El Olvido y Changeling: El Ensueño, de juegos de rol Spin Off como Vampiro: Edad Oscura y la exportación de este sistema de reglas a otros universos que no forman parte del Mundo de Tinieblas como Street Fighter: The Storytelling Game. 
El Sistema narrativo o Storyteller system se suspendió originalmente en el año 2003 cuando finalizó la publicación de libros de Mundo de Tinieblas. La difunta editorial White Wolf intentó sustituir el sistema por otro por otro llamado Storytelling System para promocionar un nuevo Mundo de Tinieblas que inventaron a partir del año 2004 calificándolo como un sistema "más ágil", pero en lo referente a las ventas parece que el sistema narrativo clásico (storyteller system) ha demostrado ser el favorito entre ambos sistemas por los aficionados a los juegos de rol, muy especialmente los de lengua española, por lo que ha sido revitalizado por la editorial Onyx Path con las ediciones 20 aniversario que han comenzado a publicarse a partir del 2011 con  Vampiro: La Mascarada edición 20 aniversario, que siguen manteniendo dicho sistema.

## Juegos de rol que utilizan el sistema narrativo
Todos los juegos de esta lista incluyen en su interior las reglas del sistema narrativo:
- Vampiro: La mascarada, 1991, 1992, 1998, 2011.
- Hombre Lobo: El Apocalipsis, 1992, 1994, 2000, 2013.
- Mago: La Ascensión, 1993, 1995, 2000, 2015.
- Wraith: El Olvido, 1994, 1996, 2018.
- Changeling: El Ensueño, 1995, 1997, 2017.
- Street Fighter: The Storytelling Game, 1995. No traducido al español.
- Vampiro: Edad Oscura, 1996, 2002, 2015.
- Hombre Lobo: Salvaje Oeste, 1997.
- Mago: La Cruzada, 1998
- Cazador: La Venganza, 1999.
- Demonio: La Caída, 2002.
- Orpheus, 2003.

Hay varios juegos de rol Spin-off como Wraith: The Great War (1999, ambientado en la Primera Guerra Mundial y no traducido al español), Momia: La Resurrección (1992, 1997 y 2001), Vampiro: Edad Victoriana (2002, ambientado en el siglo XIX); Hombre Lobo: Edad Oscura (1999 y 2003), entre otros, que también utilizan las reglas del sistema narrativo, aunque para jugar se necesita uno de los juegos de rol principales de Mundo de Tinieblas que recogen dichas reglas, porque no vienen incluidas.

## Juegos de rol que utilizan una variante basada en el sistema narrativo
El Universo Aeon o Trinity, que no ha sido traducido al español y que incluye los siguientes juegos: 
- Trinity, 1997.
- Aberrant, 1999.
- Adventure!, 2001.

Otros Universos:
- Exaltado, 2001, 2006.
- Scion, 2007. No traducido al español.